# Galileakapel (Leeuwarden)
De Galileakapel is een kerkgebouw in de Nederlandse stad Leeuwarden waar sinds 1987 De Christengemeenschap bijeenkomt.

## Geschiedenis
Op initiatief van de commissie van toezicht op het godsdienstonderwijs liet de hervormde gemeente van Leeuwarden tussen de Kanselarij aan de Turfmarkt en de gebouwen aan de Oosterkade een eenvoudig kerkje (tien bij veertien meter) bouwen voor het houden van bijbellezingen voor behoeftigen. Op 3 december 1850 werd Gebouw Oosterkade ingewijd. Doordat schippers van de Oosterkade van het kerkje gebruik maakten, kreeg het ooit de bijnamen Schipperskerkje, Armenkerkje of Aardappelkerkje (vanwege de meegebrachte aardappelkistjes waarop ze moesten zitten).
Het orgel werd in 1865 door L. van Dam en Zn. gebouwd met gebruik van onderdelen van het aanwezige kabinetorgel uit 1857. In 1924 werd het kerkgebouw afgestoten en werd het orgel naar de Hervormde kerk van Rottevalle overgebracht.
In 1982 waren er plannen van de gemeente Leeuwarden om het gebouw te slopen voor de aanleg van een stukje groen. In 1987 werd het kerkje echter aangekocht door De Christengemeenschap. Naar ontwerp van architect Henk Hupkes werd het gebouw gerenoveerd. De kerk kreeg de naam Galileakapel. Deze naam werd gekozen, omdat het kerkje op de plaats staat waar vroeger de tuin was van het Franciscaner Galileerklooster (1500-1580).